# José Manuel Rivera
José Manuel "Mago" Rivera Galván (nació el 16 de junio de 1986 en Guadalajara, Jalisco), es un exfutbolista mexicano que se desempeñaba como mediocampista o mediapunta.

## Trayectoria
José Manuel Rivera inició en las fuerzas básicas de los Rojinegros del Atlas; se marchó al Pachuca donde tuvo participación con el cuadro Sub-20.
En el 2006 partió a la Corgoň Liga, la máxima categoría de la liga de fútbol de Eslovaquia, con el Spartak Trnava. En el 2007 se marchó al fútbol húngaro, para militar en el Budapest Honvéd FC.
En julio del 2007, después de su experiencia europea fue presentado como refuerzo de Jaguares de Chiapas. Debutó en la Primera División de México el 4 de agosto del 2007, enfrentando a Atlante en el Estadio Víctor Manuel Reyna, en partido correspondiente a la Jornada 1 del Apertura 2007; el partido finalizó 1-1. 
En enero del 2008 se sumó a las filas del Toluca. De cara al Apertura 2009, se unió a Murciélagos de Guamúchil en la Segunda División de México. 
En la Temporada 2011-2012 jugó en el club RoPS de Finlandia. En enero del 2013 se marchó a la MLS con Chivas USA.
La Temporada 2014-2015 jugó con los Freseros del Irapuato en la Liga de Ascenso de México. En el 2015 regresó a Finlandia para estar con el club FF Jaro. El segundo semestre del 2017 estuvo con Venados FC. En enero del 2018 se incorporó al club salvadoreño Sonsonate F.C..

### Clubes
| Club                     | País           | Año       |
| ------------------------ | -------------- | --------- |
| FC Spartak Trnava        | Eslovaquia     | 2006-2007 |
| Budapest Honvéd FC       | Hungría        | 2007      |
| Jaguares de Chiapas      | México         | 2007      |
| Toluca                   | México         | 2008-2009 |
| Murciélagos de Guamúchil | México         | 2009-2011 |
| RoPS                     | Finlandia      | 2011-2012 |
| Chivas USA               | Estados Unidos | 2013      |
| Irapuato                 | México         | 2014-2015 |
| FF Jaro                  | Finlandia      | 2015-2017 |
| Venados FC               | México         | 2017      |
| Sonsonate F.C.           | El Salvador    | 2018      |

## Estadísticas
| Club                          | País           | Partidos | Goles |
| ----------------------------- | -------------- | -------- | ----- |
| FC Spartak Trnava             | Eslovaquia     | 4        | 1     |
| Budapest Honvéd FC            | Hungría        | 1        | 0     |
| Jaguares de Chiapas           | México         | 8        | 0     |
| Jaguares B (Cárnet)           | México         | 1        | 0     |
| Toluca                        | México         | 0        | 0     |
| Atlético Mexiquense (Cárnet)  | México         | 2        | 0     |
| Murciélagos de Guamúchil      | México         | 0        | 0     |
| RoPS                          | Finlandia      | 48       | 17    |
| Chivas USA (USL Championship) | Estados Unidos | 3        | 1     |
| Chivas USA                    | Estados Unidos | 10       | 0     |
| Irapuato                      | México         | 20       | 2     |
| FF Jaro                       | Finlandia      | 28       | 4     |
| Venados FC                    | México         | 0        | 0     |
| Sonsonate F.C.                | El Salvador    | 0        | 0     |

## Palmarés

### Campeonato nacional
| Título          | Club               | País    | Año       |
| --------------- | ------------------ | ------- | --------- |
| Copa de Hungría | Budapest Honvéd FC | Hungría | 2006-2007 |